# 豊中町 (大阪府)
豊中町（とよなかちょう）は、大阪府豊能郡にあった町。現在の豊中市の中心部、阪急宝塚本線岡町駅・豊中駅の周辺にあたる。本項では町制前の名称である豊中村（とよなかむら）についても述べる。

## 地理
- 河川：千里川

## 歴史
- 1889年（明治22年）4月1日 - 町村制の施行により、豊島郡新免村・南轟木村・山ノ上村・桜塚村・岡町村が合併して豊中村が発足。大字新免に村役場を設置。人口2,267人。
- 1896年（明治29年）4月1日 - 郡の統廃合により、所属郡が豊能郡に変更。
- 1927年（昭和2年）4月1日 - 豊中村が町制施行して豊中町となる。
- 1936年（昭和11年）10月15日 - 麻田村・桜井谷村・熊野田村と合併して豊中市が発足。同日豊中町廃止。

## 交通

### 鉄道路線
- 阪神急行電鉄（現・阪急電鉄）
  - 宝塚本線
    - 岡町駅 - 豊中駅